# Monika Dusong
Monika Dusong, née le 1er septembre 1945 à Bâle, est une personnalité politique neuchâteloise.

## Biographie
Elle naît à Bâle, d'un père allemand et d'une mère soleuroise.
Élue comme conseillère générale à Hauterive dès 1975, puis à Neuchâtel de 1984 à 1992, elle préside le Conseil général de cette ville de 1989 à 1990.
De 1992 à 1997, elle a siégé comme première femme au Conseil communal de la ville de Neuchâtel, dont elle a dirigé les finances. Elle a été présidente de la ville de 1996 à 1997.
Première femme élue au Conseil d'État neuchâtelois, elle y a siégé de 1997 à 2005. D’abord pressentie pour reprendre la tête du département de l’Économie publique que quittait son collègue de parti Pierre Dubois, elle se retrouve, en raison de luttes partisanes l’opposant notamment au radical Thierry Béguin et à cause de la règle d’ancienneté qui préside le choix des dicastères, responsable du département de la Justice, de la Santé et de la Sécurité. Elle est à l’origine de lois telles que la Loi sur la lutte contre la violence au sein du couple ou le PACS neuchâtelois. Elle a présidé le Conseil d’État de 2001 à 2002.
Depuis juin 2006, elle préside l’Alliance suisse des samaritains. Monika Dusong a été réélue deux fois pour quatre ans à la présidence de cette organisation.
En juin 2007, Monika Dusong a été élue membre du Conseil de la Croix-Rouge suisse (CRS) puis, réélue, elle a été nommée vice-présidente de la CRS.
De 2006 à 2014, elle a présidé la Fédération romande des consommateurs (FRC),.